# San Francisco (porte-conteneurs)
Pour les articles homonymes, voir San Francisco (homonymie).
Le San Francisco est un porte-conteneurs construit en 1970 aux chantiers navals Oy Wärtsilä Ab de Turku pour la compagnie Rederi Ab Nordstjernan. Il est lancé le 1er mars 1970 et mis en service en août 1970. En 1985, il est vendu avec un de ses navires jumeaux, l’Antonia Johnson, à la compagnie Mediterranean Shipping Company qui le renomme Diego puis MSC Diego en 1994. En 1998, il est vendu à la Compañía Naviera Camileo qui le renomme MSC Camille. En 2007, il est vendu à la casse et détruit à Alang sous le nom de Vanilla.

## Histoire
Le San Francisco est un porte-conteneurs construit en 1970 aux chantiers navals Oy Wärtsilä Ab de Turku pour la compagnie Rederi Ab Nordstjernan. Il est lancé le 1er mars 1970 et mis en service en août 1970.
En 1985, il est vendu avec un de ses navires jumeaux, l’Antonia Johnson, à la compagnie Mediterranean Shipping Company qui le renomme Diego. En 1994, cette même compagnie le rebaptise MSC Diego.
En 1998, il est vendu à la Compañía Naviera Camileo qui le renomme MSC Camille.
En 2005, il est détenu à Durban pour des déficiences, puis relâché.
En novembre 2007, il est vendu à la casse. Il arrive à Alang le 10 décembre 2007 et est détruit sous le nom de Vanilla.

## Navires-Jumeaux
Il a quatre navires jumeaux:
- l’Annie Johnson, transformé en navire de croisière en 1990 et détruit en 2012 à Aliağa.
- l’Antonia Johnson, qui a été détruit en 1999 à Alang.
- l’Axel Johnson, transformé en navire de croisière en 1990 et détruit en 2014 à Alang.
- le Margaret Johnson, qui a été détruit en 1987 à Aliağa.